# George Eaton Stannard Cubitt
George Eaton Stannard Cubitt ( * 1875 -1966 ) fue un naturalista estadounidense. A principios del s. XX fue asistente del Inspector Gral. de la India; y conservador en Forestales en península de Malasia; haciendo extensas expediciones en busca de especímenes de la flora, también en Burma.

## Algunas publicaciones
- 1963. Robert Cubitt of Bacton, Norfolk, (1713-1790) and his Cubitt descendants

- La abreviatura «Cubitt» se emplea para indicar a George Eaton Stannard Cubitt como autoridad en la descripción y clasificación científica de los vegetales.[1]